# Comuna Sahnî, Konotop
Sahnî (în ucraineană Сахни) este o comună în raionul Konotop, regiunea Sumî, Ucraina, formată din satele Bondari, Sahnî (reședința) și Savoiske.

## Demografie
Componența lingvistică a comunei Sahnî
     Ucraineană (98,18%)
     Rusă (1,82%)
Conform recensământului din 2001, majoritatea populației comunei Sahnî era vorbitoare de ucraineană (98,18%), existând în minoritate și vorbitori de rusă (1,82%).